# Leioproctus nasutus
Leioproctus nasutus là một loài Hymenoptera trong họ Colletidae. Loài này được Houston mô tả khoa học năm 1990.

## Hình ảnh

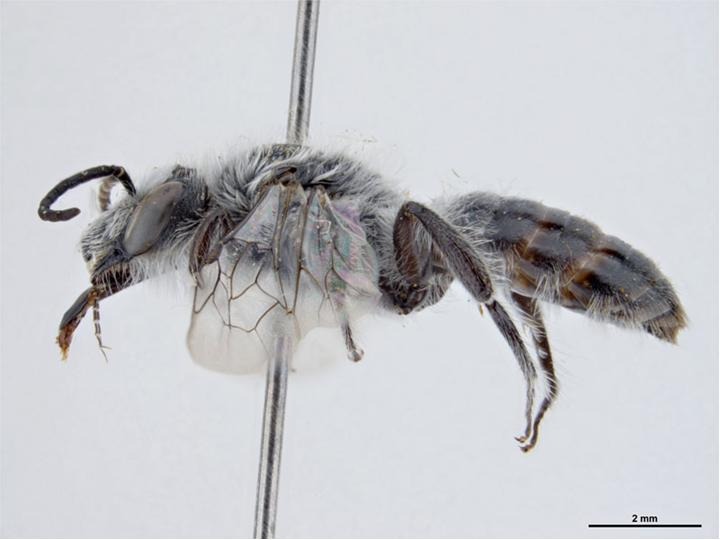